# Weiße Gasse

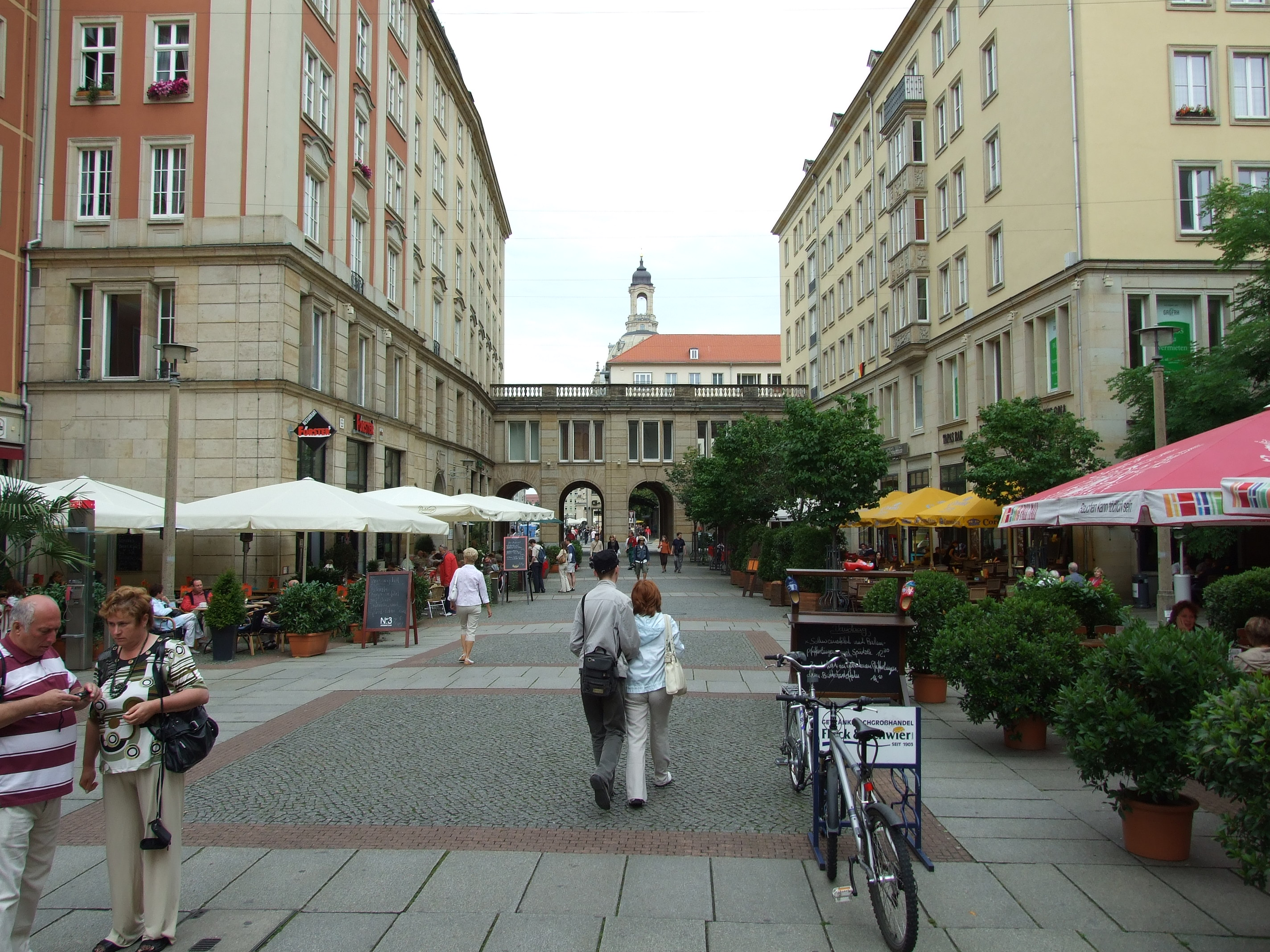
Blick durch die Weiße Gasse nach Norden, im Hintergrund ist über dem abschließenden Arkadengang die Turmhaube der Frauenkirche sichtbar.

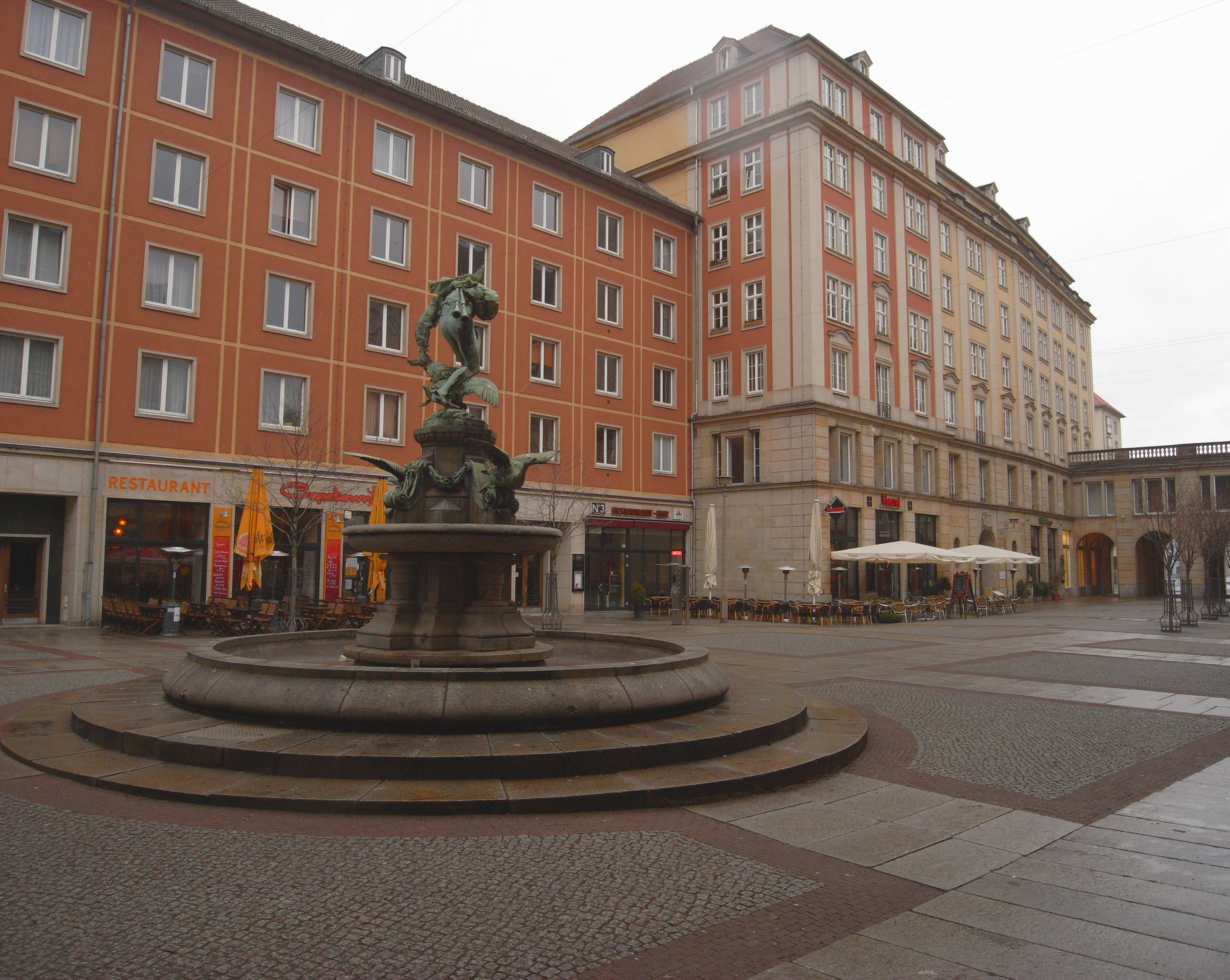
Gänsediebbrunnen von Robert Diez

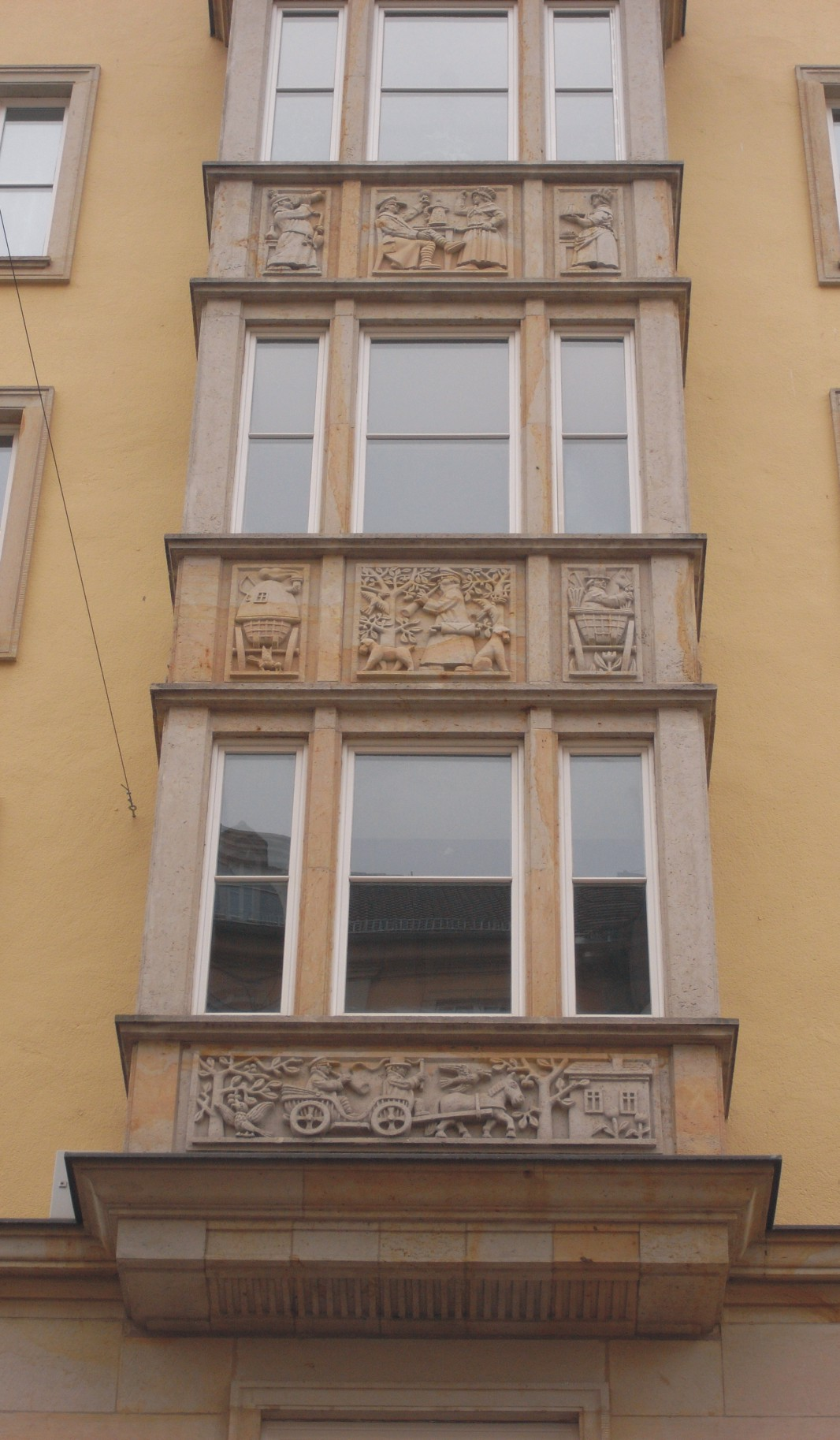
Erker am Haus Nr. 6 mit Szenen über Fürst Putjatin

Die  Weiße Gasse ist eine Fußgängerzone in Dresden, die durch ihre zahlreichen Bars und Restaurants zusammen mit angrenzenden Gassen das Kneipenviertel Weiße Gasse bildet.

## Beschreibung
Die Bebauung Weiße Gasse 1–8 wurde in den Jahren 1959/1960 vom Architekten Herbert Schneider in „traditioneller Bauweise mit Sandtstein-Putzfassaden“ errichtet. Entwürfe lieferten die Architekten Herbert Terpitz und Gerhard Müller. Ein „[i]ntimer städtebaulicher Raum“ wird durch den Fußgängerbereich zwischen Wilsdruffer Straße und Kreuzstraße beziehungsweise durch die fünf- und sechsgeschossige Wohnbebauung und ein- und zweigeschossigen Läden geschaffen. Den Erker am Haus Weiße Gasse 6 mit Reliefszenen aus dem Leben des Fürsten Putjatin schuf Bildhauer Hermann Naumann. Diese Darstellungen bestehen aus mehreren Flachreliefs aus Cottaer Sandstein und sind in drei übereinander angeordneten Bändern im Erker eingelassen.
Der ursprünglich am Ferdinandplatz stehende Gänsediebbrunnen mit einer Bronzeplastik von Robert Diez wurde nach Ende des Zweiten Weltkriegs auf der Weißen Gasse aufgestellt.
Die Wegeflächen sind in der nach dem Zweiten Weltkrieg gestalteten Struktur erhalten geblieben. Es wurden dazu abgesetzte Felder mit Mosaikpflaster aus grauem Lausitzer Granit geschaffen, die einen roten Randstreifen haben. Der Hauptgehbereich ist mit schweren rechteckigen Platten aus demselben Gestein belegt. Innerhalb dieser Bauperiode gehört der Gehwegbereich der Weißen Gasse zu den aufwendigsten Gestaltungen ihrer Art in der Dresdner Innenstadt.
An der östlichen Ecke zur Kreuzstraße befindet sich ein großzügig gestalteter Geschäftsraum, dem ein äußerer Säulengang vorgestellt ist. Diese quadratischen Säulen bestehen aus Plattenelementen des Theumaer Fruchtschiefers und haben dadurch eine umfassende bildhauerische Gestaltung erhalten. Auf allen Flächen sind filigrane Motive aus dem Naturleben eingearbeitet. Die Besonderheit dieser Gestaltung besteht darin, dass an jeder Säule mit einem Reliefwechsel (flache/erhabene Bereiche) gearbeitet wurde, der sich durch einige Motive hindurchzieht. Unweit dieser Säulenreihe ziert ein Flachrelief aus Cottaer Sandstein mit ähnlichen Naturmotiven den zu diesem Wohngebäude gehörenden Eingang.
Am Gebäude Nr. 5/7 befindet sich ein hohes und profiliertes Sandsteinportal aus Postaer Sandstein. Der zu beiden Seiten von Fischmotiven umfasste Schlussstein erinnert mit der Inschrift „Jeder Stein der neuen Stadt trägt unsichtbar die Lettern: Frieden-“ an die Überwindung des Krieges. Die in einem offenen Vorraum gelegene verglaste Hauseingangstür ist mit sachlich gehaltenen Schmiedearbeiten verziert und geschützt. Die der Weißen Gasse zugewandte Fassade zeigt vereinzelt neobarocke Fenstergestaltungen.
Im nördlichen Bereich der Weißen Gasse quert ein Arkadengang diese verkehrsfreie Zone, der bereits zum Fußgängerbereich der Wilsdruffer Straße gehört. Diese Arkade verfügt über ein 1. Obergeschoss in Form einer geschlossenen Galerie und ihr Flachdach wird von einer historisierenden Sandsteinbalustrade geschmückt.

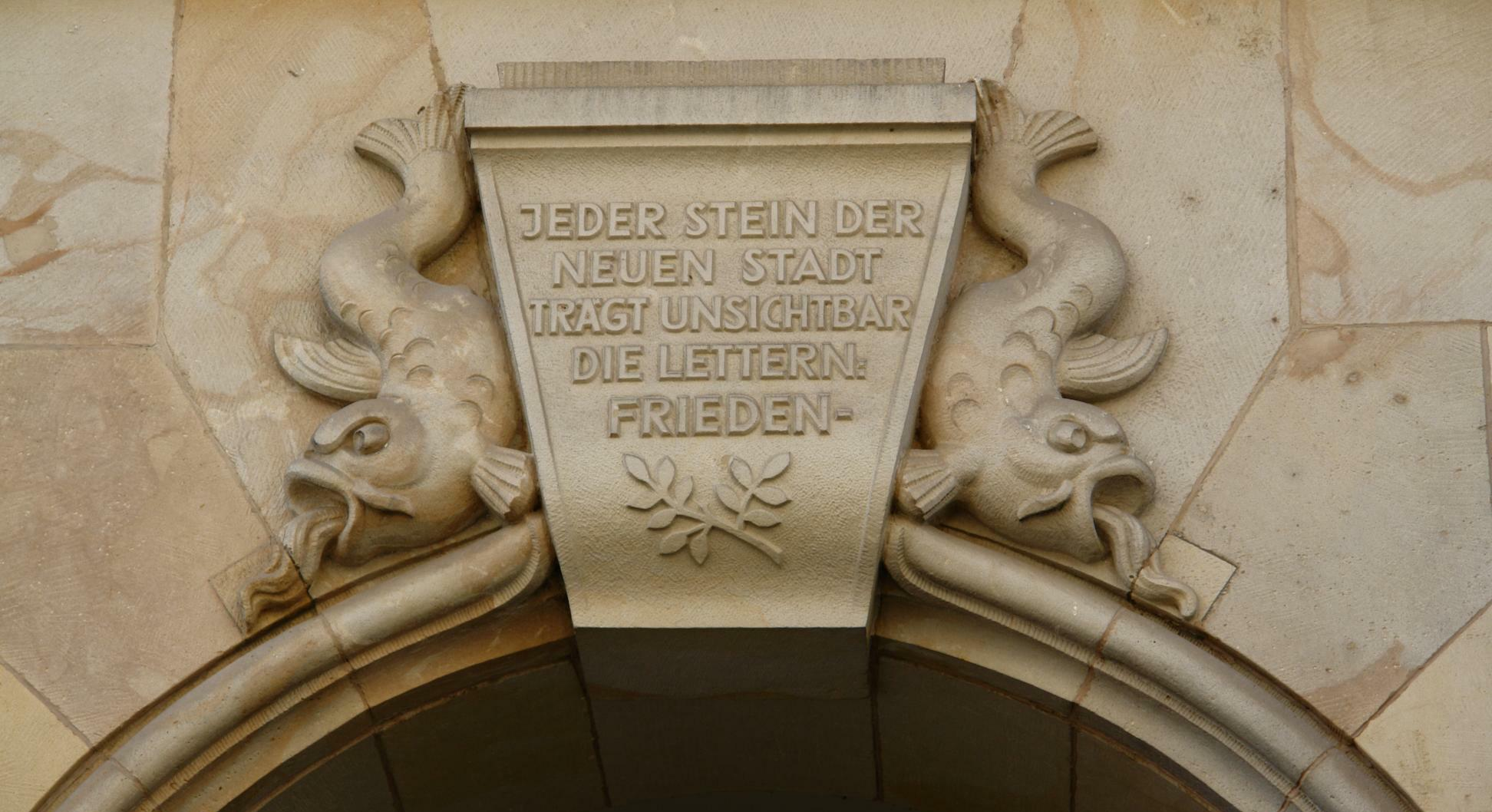
Schlussstein am Gebäude Nr. 5/7
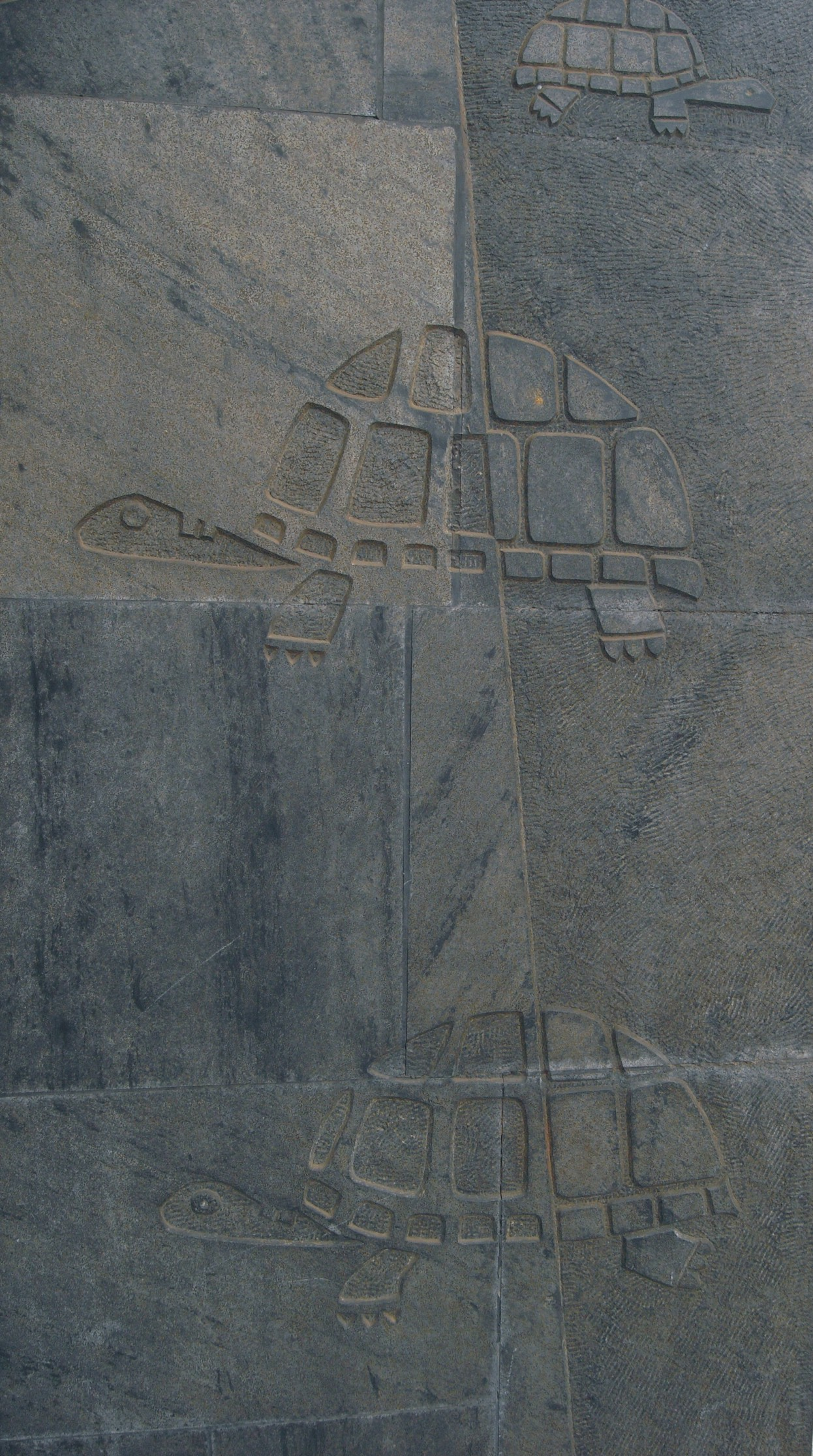
Flachrelief mit Schildkröten im Theumaer Fruchtschiefer
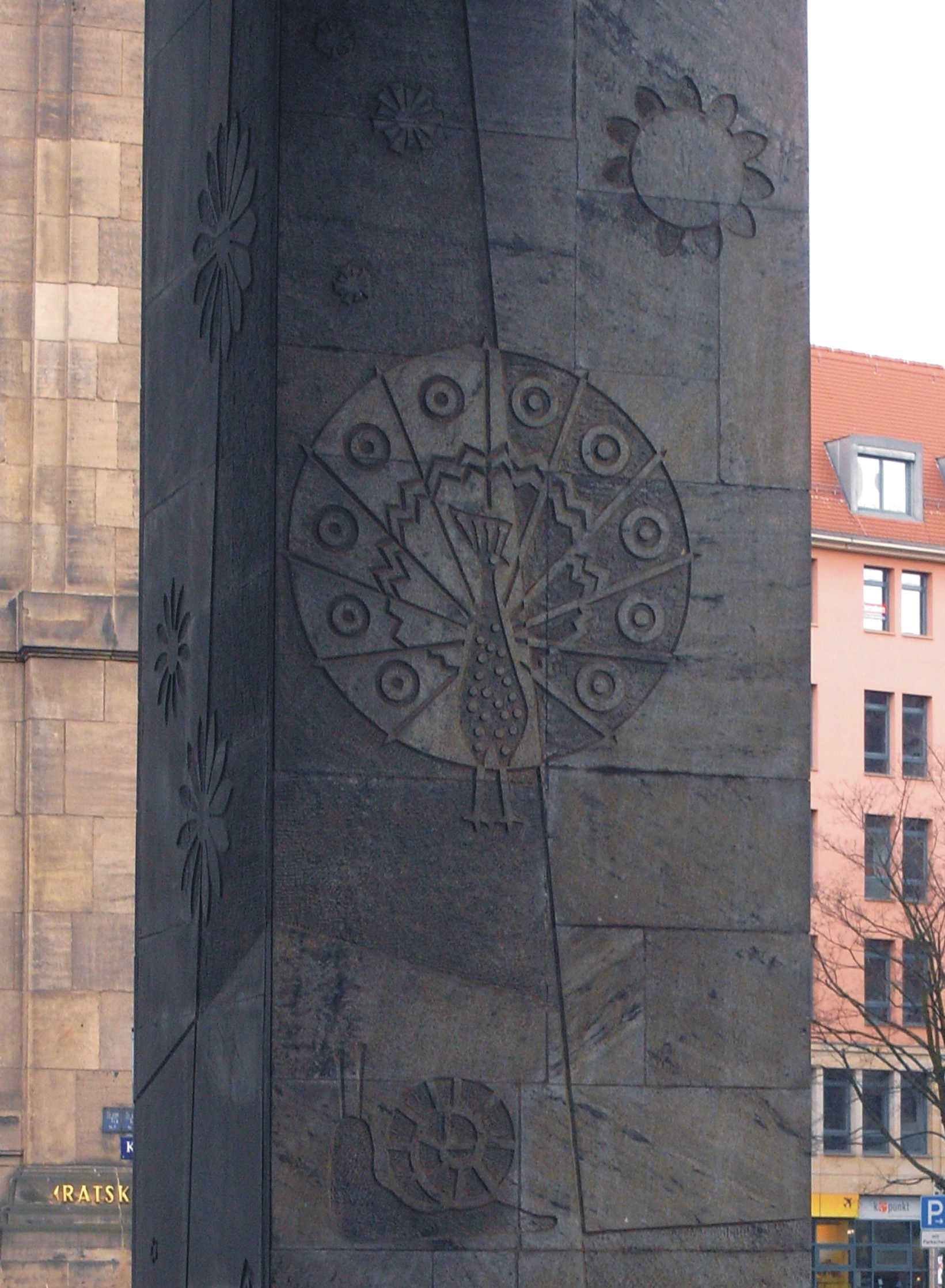
Flachrelief mit Pfau und Schnecke im Theumaer Fruchtschiefer
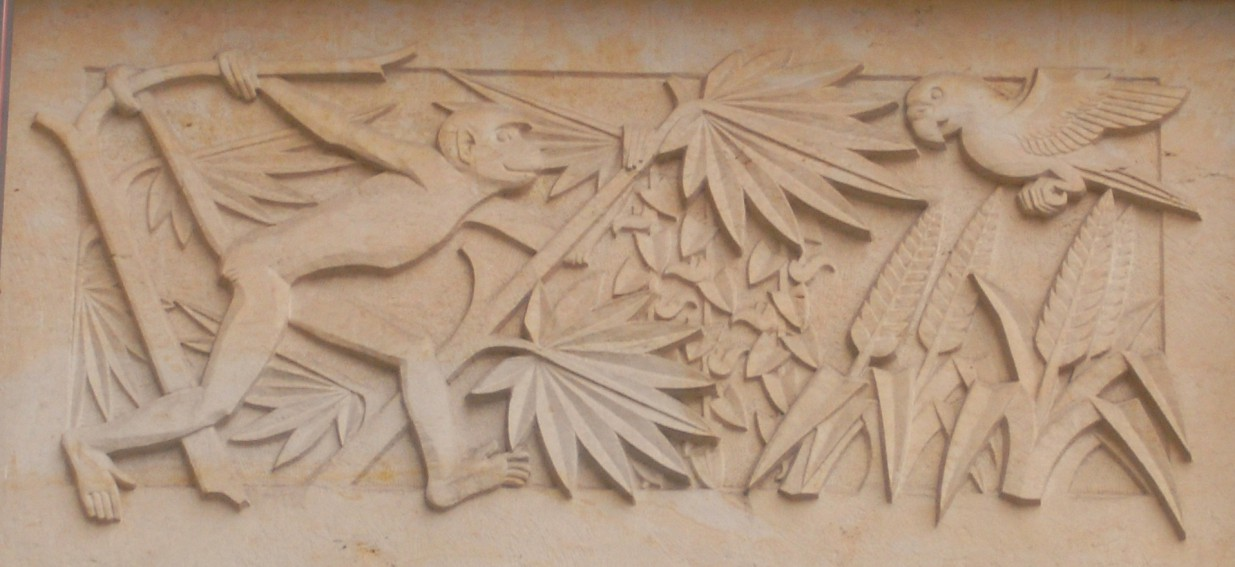
Naturalistische Motivkomposition in Elbsandstein